# Мастани

Мастани (ум. 1740) — дочь Чхатрасала, махараджи Бунделкханда, и вторая жена пешвы государства маратхов Баджи-рао I.

## Ранняя биография
Мастани родилась в семье раджпутского махараджи Чхатрасала и его персидской наложницы Рухаани Баи. Местом её рождения стала Мау Шахания, ныне деревня в округе Чхатарпур штата Мадхья-Прадеш. Её отец был основателем государства Панна.
Мастани как и её отец были последователями пранами-сампрадаи, секты, основанной на поклонении Кришне. Очень мало известно о ранней биографии Мастани. 

## Баджирао I
В 1728 году Мухаммад Хан Бангаш вторгся в царство Чхатрасала, победил его и заключил в тюрьму его семью. Чхатрасал тайно написал пешве Баджи-рао I просьбу о помощи, но тот будучи занятым в военной кампании в Мальве не отвечал ему до 1729 года, когда двинулся в сторону Бунделкханда. В итоге пешва победил Мухаммада Хана Бангаша, достигнув Джайтпура в окрестностях Кулпахара (на территории нынешнего штата Уттар-Прадеш).
В благодарность Чхатрасал отдал в жёны Баджи-рао I свою дочь Мастани, владычество над Джханси, Сагаром и Калпи, составлявшим треть его царства. После своей женитьбы на Мастани пешва получил в дар от него 33 золотых рупий и золотой прииск. К тому времени Баджи-рао I был уже женат и несмотря на то, согласился взять вторую супругу из уважения к Чхатрасалу. 
Брак не был встречен с одобрением у семьи Баджи-рао I из-за мусульманских корней невесты. Некоторое время Мастани проживала с супругом в его дворце Шанивар Вада в городе Пуна. В его северо-восточном углу располагался Мастани-Махал со своими собственными воротами, известными как Мастани-Дарваза. Так как его семья была нетерпима по отношению к Мастани, Баджи-рао I позднее выстроил для неё отдельную резиденцию в Котруде в 1734 году на некотором расстоянии от Шанивара Вады.  

### Шамшер Бахадур I (Кришна-рао)
Мастани родила сына, которого назвали Кришна-рао при рождении, через нескольких месяцев после того, как первая жена Баджирао Кашибаи также подарила ему сына. Но брахманы отказались проводить индуистский обряд упанаяны над Кришной-рао, так он был рождён от наполовину мусульманки. В конце концов мальчик получил имя Шамшер Бахадур и был воспитан как мусульманин.
После смерти Баджи-рао I и Мастани в 1740 году Кашибаи взяла под свою опеку шестилетнего Шамшера Бахадура и вырастила его как своего собственного сына. Шамшеру была дарована часть отцовского владычества над Бандой и Калпи. В 1761 году он со своим войском сражался вместе с пешвой в третьей битве при Панипате, в которой маратхам противостояли афганцы. Он был ранен в этой битве и умер несколько дней спустя в Диге.

## Смерть
Мастани умерла в 1740 году, вскоре после смерти Баджи-рао I. Она была похоронена в Пабале. Учитывая её связи с индуизмом и исламом её могила одновременно известна как Самадхи Мастани и Мазар Мастани. 

## В искусстве

### В кинематографе
- 1955 — «Мастани», режиссёр Дхирубхаи Десаи. В ролях: Нигар Султана, Манхер Десаи, Шаху Модак и Агха[11].
- 2015 — «Баджирао и Мастани», режиссёр Санджай Лила Бхансали. Основан на романе «Рау». В главных ролях: Дипика Падуконе, Ранвир Сингх и Приянка Чопра[12].

### Телевидение
- 1990 — «Рау», телесериал на языке маратхи, основанный на одноимённом романе.
- 2015 — Shrimant Peshwa Bajirao Mastani, сериал на языке маратхи, выпускавшийся на ETV Marathi[13].
- 2017 — «Пешва Баджирао», телесериал на языке хинди, транслируемый Sony TV India.